# Emil Peschel

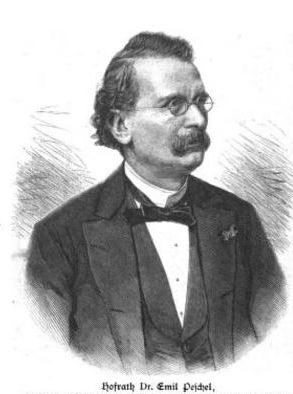
Emil Peschel

Wilhelm Emil Peschel (* 6. Juli 1835 in Dresden; † 29. Juni 1912 in Niederlößnitz) war ein deutscher Historiker, Sprachwissenschaftler, Museumsdirektor, Hofrat und Biograf Theodor Körners.

## Leben und Wirken
Nach seiner Zeit auf der Dresdner Annenschule studierte Peschel in Gießen. Nach Abschluss des Studiums vertiefte Peschel seine Kenntnisse am Franklin-College in Philadelphia.
Peschel baute in den 1860er Jahren eine umfangreiche Sammlung über den Dichter Theodor Körner auf und erarbeitete eine erste Abhandlung zum Leben und Wirken Körners. 1875 eröffnete er mit seiner Sammlung in Dresden-Neustadt in dem Geburtshaus Körners, in dem sich auch Friedrich Schiller zwei Jahre lang aufgehalten hatte, ein Körnermuseum, das, von Peschel zehn Jahre geleitet, 1885 in den Besitz der Stadt Dresden überging. Im Museum befand sich eine „wertvolle Sammlung von historisch-litterarisch und künstlerisch interessanten Gegenständen aus den Befreiungskriegen und der Litteraturepoche jener Zeit, Zeichnungen, Gemälde, Büsten, Medaillen, Drucksachen, Manuskripte, die seltensten Autographen u. dgl.“ Das Museum wurde durch die Luftangriffe auf Dresden am 13. Februar 1945 zerstört.
Peschel trieb auch die Errichtung des Körner-Denkmals auf dem Dresdner Georgsplatz voran, wo 1871 Ernst Hähnels Statue aufgestellt wurde.
Zum 23. September 1891, dem 100. Geburtstag von Theodor Körner, gab Peschel Körners Tagebuch und Kriegslieder aus dem 1.1813 heraus, vorher bereits Sieben Burschenlieder aus Leipzig, Freiberg und Wien (Latendorf, München 1886).
Der promovierte Historiker und Sprachwissenschaftler Emil Peschel war mit Karl May befreundet, der ihm den Kontakt zum Verlag von Friedrich Ernst Fehsenfeld vermittelte. 1893 veröffentlichte er dort die Tagebuchaufzeichnungen Theodor Körners. 1898 folgte die bis heute umfangreichste Körner-Biografie in zwei Bänden bei Leipziger Verlegern.
Peschel wohnte ab 1878 in der Niederlößnitz in dem nach seiner Ehefrau benannten Landhaus im Körnerweg 10. Bei seinem Einzug noch ein Privatweg, wurde dieser auf Peschels Betreiben hin 1898 nach seinem Lieblingsdichter benannt. Peschel verstarb 1912 in Niederlößnitz und wurde auf dem Trinitatisfriedhof in Dresden beigesetzt.

## Ehrungen
1895 war Peschel mit folgenden Orden und Ehrenzeichen ausgezeichnet:
- Ritterkreuz 1. Klasse des sächsischen Albrechts-Ordens
- Preußischer Kronenorden III. Klasse
- Ritterkreuz 1. Klasse des sächsisch-weimarischen Hausorden vom Weißen Falken
- Ritterkreuz 1. Klasse des anhaltischen Hausorden Albrechts des Bären

## Werke
- W. Emil Peschel, Eugen Wildenow: Theodor Körner und die Seinen. Leipzig (Kröner) o. J. (1898)
- W. Emil Peschel, Eugen Wildenow: Theodor Körner und die Seinen. Zweiter Band. Leipzig, Seemann. 1898
- Emil Peschel: Körner-Bibliographie: Zum 23. Sept. 1891, dem 100jähr. Geburtstage Theodor Körners zsgest. Leipzig: Ramm & Seemann, 1891.
- Emil Peschel (Hrsg.): Theodor Körner’s Tagebuch und Kriegslieder aus dem Jahre 1813. Freiburg: Verlag von Friedrich Ernst Fehsenfeld, 1893